# 銀色殺機
是一部2006年真人實事改編的傳記電影，是電視劇導演艾倫·庫爾特的電影處女作，劇情講述一位走下坡的私家偵探路易斯·西莫（艾哲倫·保迪飾演），調查《超人》電視劇主角喬治·李維（班·艾佛列克 飾演）可疑自殺案的經過。米高梅公司高層主管艾迪·曼尼斯（鮑勃·霍斯金斯 飾演）之妻東妮·曼尼斯（黛安·蓮恩 飾演）跟李維之間有一段長期的婚外情，後來李維結束這段感情，和年輕有抱負的女演員蕾莫兒·雷門（羅賓·東尼 飾演）訂婚。
班·艾佛列克因扮演里弗斯而入圍第64屆金球獎最佳男配角，後來輸給《追梦姑娘》的艾迪·墨菲。

## 劇情
喬治·李維是1930年代末期的著名演員，他從《亂世佳人》的小角色演起，接演《超人》電視劇之後快速殞落。儘管他因接演「超人」而出名，卻不滿自己被定型，無法接演其它角色。李維不只有酗酒的問題，他還跟米高梅高層主管艾迪·曼尼斯的妻子東妮·曼尼斯有染。

1959年6月16日凌晨，李維被發現槍擊頭部死亡，警方判斷為自殺，但是李維之母對此保持懷疑，並雇用私家偵探路易斯·西莫意圖找出真相。西莫開始對李維生平進行瞭解，追查該案細節，意外發現警方所持有的證據大多含糊不清，疑點重重。

《銀色殺機》對李維之死進行了各種可能性的推敲排演，電影試圖維持中立，既沒有提出新推論，也沒有結案，或是指出哪種推論才是「正對」的。

## 演員
- 艾哲倫·保迪 飾演 路易斯·西莫（Louis Simo），人生正在走下坡的私家偵探，與妻子分居，受李維之母所託調查李維自殺案，發現案情疑點重重，調查過程中備受阻礙。
- 班·艾佛列克 飾演 喬治·李維（George Reeves），《超人》影集的第二代主角，1959年6月16日在臥室槍擊太陽穴當場死亡，他與米高梅公司主管的妻子有一段長期的婚外情，死後將名下財產盡歸東妮·曼尼斯。
- 黛安·蓮恩 飾演 東妮·曼尼斯（Toni Mannix），米高梅公司主管的妻子，長期贊助喬治·李維。
- 鮑勃·霍斯金斯 飾演 艾迪·曼尼斯（Eddie Mannix），米高梅公司主管，有一個日本情婦，對妻子的出軌睜一隻眼閉一隻眼。
- 羅賓·東尼 飾演 蕾莫兒·雷門（Leonore Lemmon），喬治·李維的未婚妻，李維死時正在樓下客廳開派對。
- 莫莉·帕克 飾演 蘿莉·西莫（Laurie Simo），西莫分居中的妻子，與西莫生有一子。

## 與史相異處
《銀色殺機》為了戲劇效果，獲准將實際的歷史事件進行改編，有幾個事件和地點在電影裡已經濃縮，舉例如下：
- 電影中敘述如過影集《超人的冒險》(Adventures of Superman)成功的話，第二季將會拍成彩色版，但事實上直到第三季才拍成彩色版。
- 喬治·李維曾經親自出現在兒童的西部娛樂秀中，當時有個男孩拿把上膛的槍，想試試「超人的威力」，李維後來用子彈打中他會彈開，會傷到無辜旁觀者為由說服他別開槍。雖然李維說這段故事說過好幾次，但是李維研究者卻找不到任何證實這個故事的證據。有人推論李維可能是用這個故事舉例，結果被當真，最後成了現在的都市傳奇。毫無疑問的是，李維常被小孩子追著要測試「超人」無敵的威力，這點在他因定型而沮喪時曾經提起過。
- 李維死後，蕾莫兒·雷門在宣讀遺願時，震驚他將名下財產盡數歸於東妮，實際上由於她不是遺書相關人，所以根本就沒有被邀請到場，不過她作過類似劇裡台詞的公開聲明。
- 李維在電影裡，曾經要東妮去請求老公運作讓他得到《亂世忠魂》裡的角色，事後他的經紀人感謝東妮，她回了一句：「謝什麼？」，他是靠自己爭取來這個角色的，不過他試圖用她老公的影響力獲得更多角色這件事也是真的。

## 華納兄弟授權事件
《銀色殺機》拍攝期間，與華納兄弟影業多次交涉，希望能取得許可，以不同的外觀表現喬治·李維所飾演的「超人」，反應他事業上的實際本質。「超人」是DC漫畫的財產，而華納兄弟是幕後母公司，所以握有表現該角色的最後決定權。

本片原本是叫《真相正義和美國大道》（Truth, Justice, and the American Way），而超人是眾所周知的愛國者象徵，華納兄弟威脅除非影片改名，不會聯想到李維之死，否則將要採取法律行動──因為他們當時正要重啟「超人」題材，在同年夏天發行《超人再起》。後來製片將片名改成《銀色殺機》（Hollywoodland），並非是要反應衰頹的好萊塢招牌，而是暗喻整個的「電影樂土」。

製片原想在電影裡使用《超人》電視劇的片頭，卻被華納兄弟拒絕，因此他們只好依當年的電視劇片頭進行重製。而拍攝過程中最大的障礙則是關於「S」標誌的使用權，班·艾佛列克飾演李維拍攝《超人》電視劇時，服裝上最明顯也最重要的超級英雄標誌。原本媒體報導，由於華納兄弟的關係，電影裡的「超人」服裝將沒有「S」標誌，不過2006年6月6日，娛樂網站「Ain't It Cool News」的號外新聞則表示，電影裡會有「S」標誌，只是不能使用在促銷資料裡，後來也證實如此。

## 票房與評論
《銀色殺機》普獲觀眾與評論家好評，班·艾佛列克因扮演李維而在威尼斯影展贏得金獅獎最佳男演員，並且入圍第64屆金球獎最佳男配角，後來輸給的艾迪·墨菲。霍金斯和蓮恩（劇中扮相比她的實際年齡要老）的演技也廣受喝彩，《華爾街日報》和《浮華世界》雜誌曾將這部電影稱為「2006年的《斷背山》」和最有希望的奧斯卡金像獎得主，但是後來卻沒有得到任何提名。

電影上映首度票房位居第二，但是由於觀眾群市場較小，票房很快就一落千丈，電影拍攝預算不少於1400萬美元，到2006年10月26日為止，總收入只有1442萬美元，僅止打平。然而之後《銀色殺機》的海外票房約有188萬美元，DVD零租也有914萬元，在DVD開始發行的連續三週也達到銷售排行前十名。這些收益讓這部片最後能小賺一筆。

## 碟片發行
《銀色殺機》的DVD發行於2007年2月6日，除了電影正片之外，還收錄有導演的講評音軌以及幕後特輯，裡頭還有多段訪談片段，對象包括演員、劇組、電影史學者、好萊塢專欄作家和幫喬治·李維編寫傳記的吉姆·畢佛，他同時也是這部電影的傳記顧問。電影隨後也發行了HD DVD。

## 外部連結
- 《銀色殺機》官方網站 （页面存档备份，存于）
- 互联网电影数据库（IMDb）上《銀色殺機》的资料（英文）
- 豆瓣电影上《銀色殺機》的資料 （简体中文）
- 爛番茄上《銀色殺機》的資料（英文）
- 「超人」喬治·李維到底是自殺還是他殺？ （页面存档备份，存于）